# Campeonato BMW
El Campeonato BMW es un torneo masculino de golf que se disputa en el Medio Oeste de Estados Unidos como tercera fecha de los playoffs del PGA Tour. La bolsa de premios a partir de 2011 es de 8 millones de dólares, de las más altas del circuito.
El origen del torneo se remonta al Western Open (Abierto del Oeste), organizado por el Western Golf Association desde el año 1899, que atraía a golfistas británicos destacados. Se disputaba principalmente en campos de golf del Medio Oeste, aunque también tuvo lugar en California, Utah, Arizona y Tennessee en algunas ediciones. A partir de 1962 se celebró únicamente en clubes cercanos a Chicago, visitando Butler desde 1974 hasta 1990, y Cog Hill entre 1991 hasta 2006.
Para la temporada 2007, el Western Open se convirtió en el Campeonato BMW, disputándose desde entonces en septiembre como parte de los playoffs. La nómina de competidores se restringe a los 70 golfistas que lideran la tabla de posiciones. Su sede ha sido Cog Hill en cuatro ediciones, y Bellerive (St. Louis), Crooked Stick (Indianápolis) y Conway Farms (Chicago) una vez cada uno.
Desde 2007, el Campeonato BMW se emite en Estados Unidos por la cadena de televisión NBC.

## Ganadores
| Año  | Jugador             | País              | Golpes | Al par | Margen al segundo | Segundo(s)                         | Campo                                     | Localización                   | Bolsa ($)  | Ganancias del ganador ($) |
| ---- | ------------------- | ----------------- | ------ | ------ | ----------------- | ---------------------------------- | ----------------------------------------- | ------------------------------ | ---------- | ------------------------- |
| 2023 | Viktor Hovland      | Noruega           | 263    | −17    | 2 golpes          | Matt Fitzpatrick Scottie Scheffler | Olympia Fields                            | Illinois                       | 20,000,000 | 3,600,000                 |
| 2022 | Patrick Cantlay (2) | Estados Unidos    | 270    | −14    | 1 golpe           | Scott Stallings                    | Wilmington Country Club                   | Delaware                       | 15,000,000 | 2,700,000                 |
| 2021 | Patrick Cantlay     | Estados Unidos    | 261    | −27    | Playoff           | Bryson DeChambeau                  | Caves Valley Golf Club                    | Maryland                       | 9,500,000  | 1,710,000                 |
| 2020 | Jon Rahm            | España            | 276    | −4     | Playoff           | Dustin Johnson                     | Olympia Fields Country Club, North Course | Olympia Fields, Illinois       | 9,500,000  | 1,710,000                 |
| 2019 | Justin Thomas       | Estados Unidos    | 263    | −25    | 3 golpes          | Patrick Cantlay                    | Medinah Country Club, Course 3            | Medinah, Illinois              | 9,250,000  | 1,665,000                 |
| 2018 | Keegan Bradley      | Estados Unidos    | 260    | −20    | Playoff           | Justin Rose                        | Aronimink Golf Club                       | Newtown Square, Pensilvania    | 9,000,000  | 1,620,000                 |
| 2017 | Marc Leishman       | Australia         | 261    | −23    | 5 golpes          | Rickie Fowler Justin Rose          | Conway Farms Golf Club                    | Lake Forest, Illinois          | 8,750,000  | 1,575,000                 |
| 2016 | Dustin Johnson (2)  | Estados Unidos    | 265    | −23    | 3 golpes          | Paul Casey                         | Crooked Stick Golf Club                   | Carmel, Indiana                | 8,500,000  | 1,530,000                 |
| 2015 | Jason Day           | Australia         | 262    | −22    | 6 golpes          | Daniel Berger                      | Conway Farms Golf Club                    | Lake Forest, Illinois          | 8,250,000  | 1,485,000                 |
| 2014 | Billy Horschel      | Estados Unidos    | 266    | −14    | 2 golpes          | Bubba Watson                       | Cherry Hills Country Club                 | Cherry Hills Village, Colorado | 8,000,000  | 1,440,000                 |
| 2013 | Zach Johnson        | Estados Unidos    | 268    | −16    | 2 golpes          | Nick Watney                        | Conway Farms Golf Club                    | Lake Forest, Illinois          | 8,000,000  | 1,440,000                 |
| 2012 | Rory McIlroy        | Irlanda del Norte | 268    | −20    | 2 golpes          | Phil Mickelson Lee Westwood        | Crooked Stick Golf Club                   | Carmel, Indiana                | 8,000,000  | 1,440,000                 |
| 2011 | Justin Rose         | Inglaterra        | 271    | −13    | 2 golpes          | John Senden                        | Cog Hill Golf & Country Club              | Lemont, Illinois               | 8,000,000  | 1,440,000                 |
| 2010 | Dustin Johnson      | Estados Unidos    | 275    | −9     | 1 golpe           | Paul Casey                         | Cog Hill Golf & Country Club              | Lemont, Illinois               | 7,500,000  | 1,350,000                 |
| 2009 | Tiger Woods (2)     | Estados Unidos    | 265    | −19    | 8 golpes          | Jim Furyk Marc Leishman            | Cog Hill Golf & Country Club              | Lemont, Illinois               | 7,500,000  | 1,350,000                 |
| 2008 | Camilo Villegas     | Colombia          | 265    | −15    | 2 golpes          | Dudley Hart                        | Bellerive Country Club                    | Town and Country, Misuri       | 7,000,000  | 1,260,000                 |
| 2007 | Tiger Woods         | Estados Unidos    | 262    | −22    | 2 golpes          | Aaron Baddeley                     | Cog Hill Golf & Country Club              | Lemont, Illinois               | 7,000,000  | 1,260,000                 |